# Un pugno di polvere
Un pugno di polvere (Ten North Frederick) è un film del 1958 diretto da Philip Dunne, tratto dall'omonimo romanzo di John O'Hara.

## Trama
È la storia di un uomo onesto e leale che ha sposato una donna ambiziosa e malvagia, con lo sfondo di politicanti disonesti e approfittatori che non mancano di colpirlo alle spalle allorché egli sta per diventare vice governatore di uno Stato e, in prospettiva, Presidente degli Stati Uniti: infatti quando sta per essere annunciata la "nomination" ottengono il suo ritiro dalla competizione elettorale minacciandolo velatamente di divulgare uno scandalo nella sua famiglia: la figlia, infatti, si era innamorata di un giovane suonatore di tromba ed era rimasta incinta.
Il protagonista, che finalmente ha compreso la meschinità della moglie, s'innamora perdutamente, venendone ricambiato, di Kate, un'amica di sua figlia, al punto di chiederle di sposarlo; tuttavia, quando in un momento di lucidità egli si rende conto che potrebbe essere, per l'età, suo padre, la lascia. A questo punto, tornato a casa, e perso ogni interesse per la vita, egli prende a bere fino ad ammalarsi gravemente e muore proprio quando la figlia, ignara della passione del padre per la propria amica, gli racconta che la stessa sta per sposarsi con un bravo ragazzo, senza tuttavia amarlo, perché l'unico suo grande amore era stato per un uomo sposato. Ad alleviare il dolore della figlia, (che si domanda se il proprio padre abbia mai avuto un momento di gioia nella sua vita), è la rivelazione da parte dell'amica della travolgente, anche se breve, passione vissuta dal padre.

## Riconoscimenti
- 1958 - Festival del cinema di Locarno
  - Vela d'Oro